# ویتیر (آلاسکا)
ویتیر (به انگلیسی: Whittier) شهری در ناحیه سرشماری والدز-کوردووا ایالت آلاسکا است که جمعیت آن در سرشماری سال ۲۰۰۰ میلادی ۱۸۲نفر بوده‌است در حال حاضر ۲۸۴تن است. تمام ساکنین این شهر در یک ساختمان ۱۴طبقه زندگی می‌کنند؛ که فروشگاه، اداره پلیس، کلیسا، بیمارستان و مدرسه در آن قرار دارد و مردم جز برای مسافرت از ساختمان خارج نمی‌شوند.
در این ساختمان خلافکارها همراه سایر مردم به خوبی زندگی می‌کنند. مدرسه در ساختمان کناری قرار دارد که به وسیلهٔ تونل‌های زیرزمینی بهم متصل می‌شوند. چند منزل و اتاق برای مسافرین و توریست‌ها وجود دارد… گاهی وزش باد در این مناطق ۱۰۰کیلومتر سرعت دارد.
،

## نگارخانه

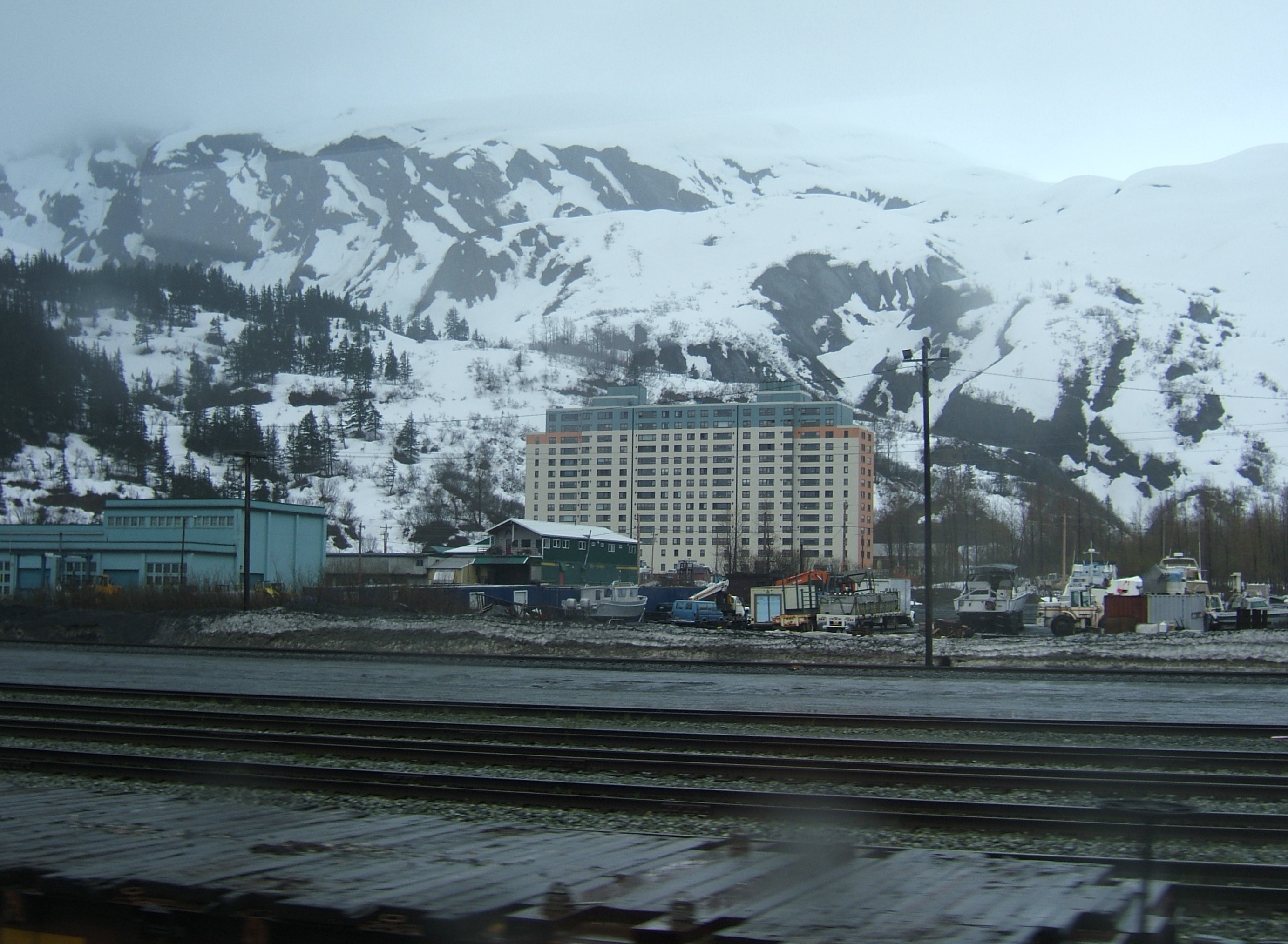
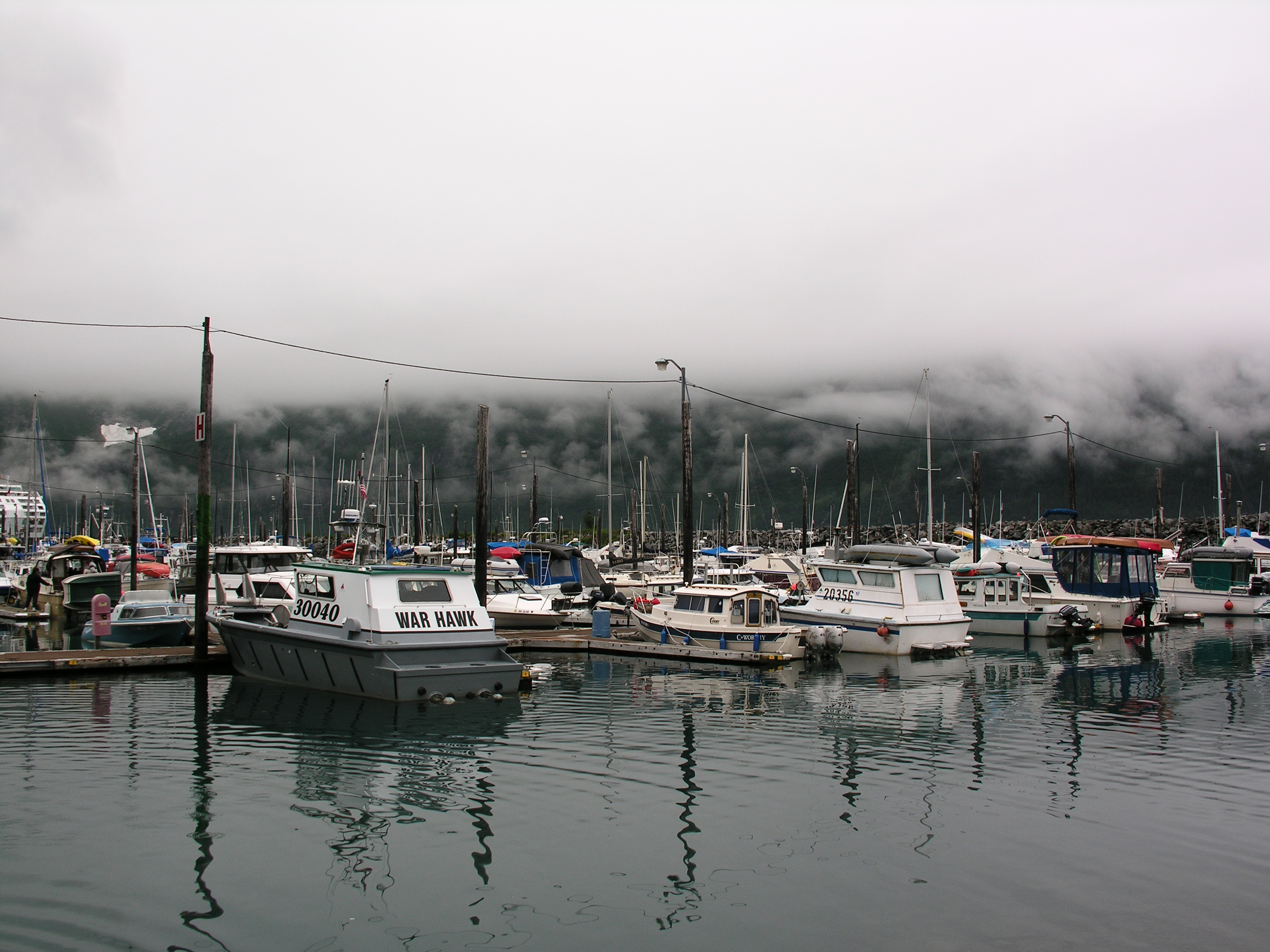
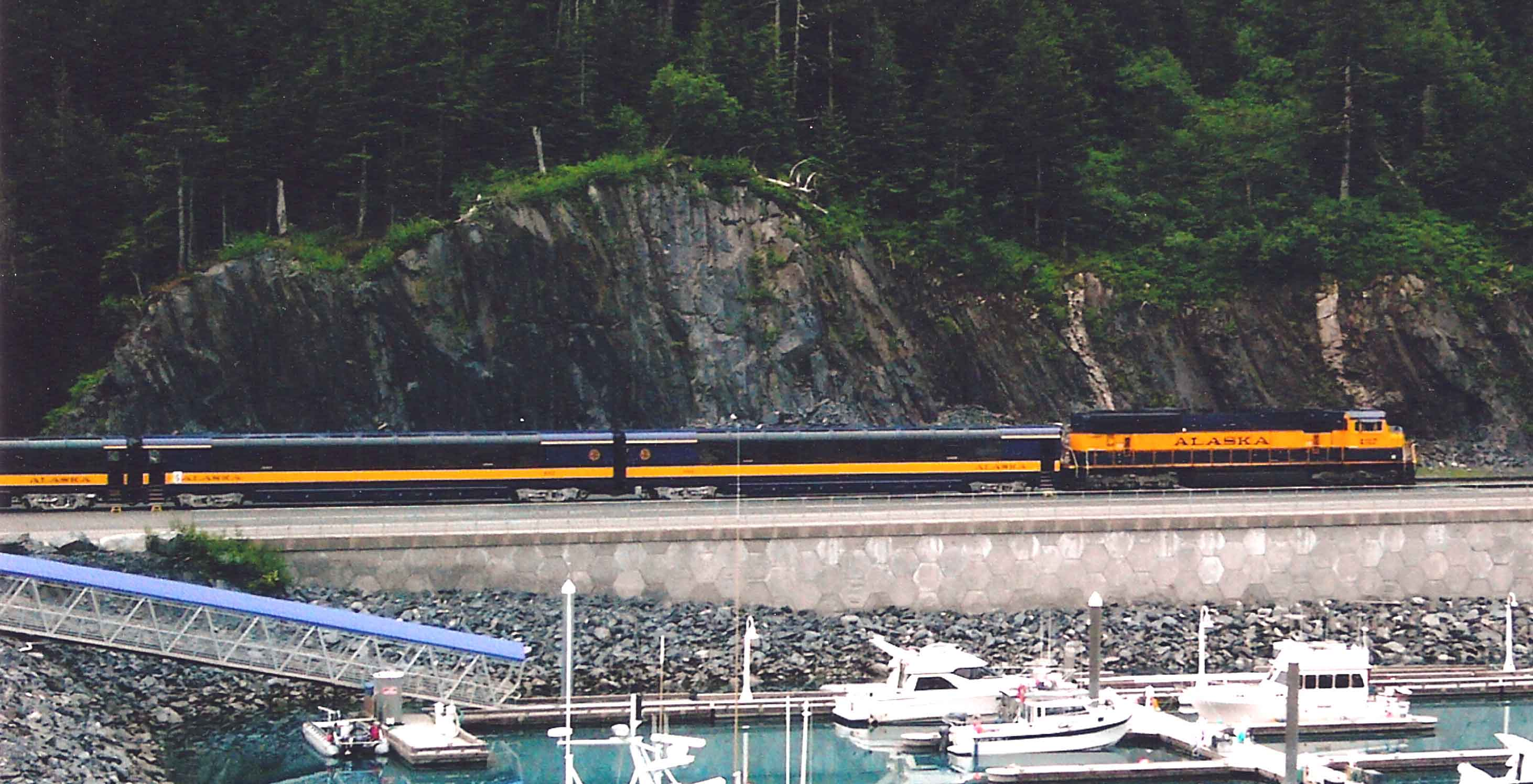